# Всесвітній день театру

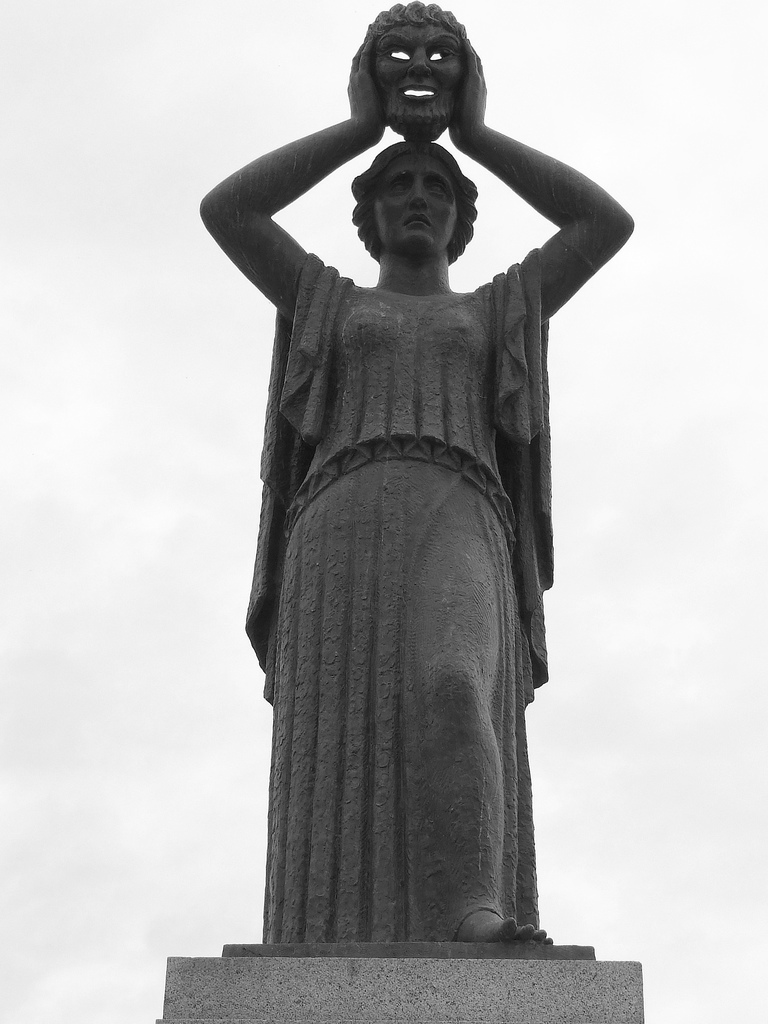

Всесвітній день театру (World Theatre Day, скорочено WTD) відзначається щорічно 27 березня. Він був запроваджений у 1961 році Міжнародним інститутом театру як надбання культури та вшанування всіх робітників театру від театральних режисерів, акторів і сценографів до білетерів.

## Історія
Виникнення давньогрецького театру пов'язане зі святами на честь бога виноградарства Діоніса — Діонісіями. Учасники процесій зображали пошт Діоніса і, надягаючи козячі шкури, співали і танцювали (слово «трагедія» в перекладі з грецької — «гімн цапів»). На історичне походження театру вказує обов'язкова участь у трагедіях хору, з яким спочатку вступав в діалоги єдиний актор, пізніше кількість акторів збільшилася до трьох. Сполучившись із літературною традицією, театр в класичну епоху з релігійних, народних уявлень перетворився на самостійний вид мистецтва. Театралізовані вистави стали невіддільною частиною державних свят — Діонісій та Леней. Для них будували грандіозні кам'яні театри, розраховані на тисячі глядачів (театр Діоніса в Афінах, найкраще за інші зберігся амфітеатр в Епідаврі).
За дату святкування Всесвітнього дня театру взято 27 березня. За переказами, прем'єра першої театральної вистави у Стародавньому Римі відбулась саме 27 березня. Істориками це не доведене. Тим паче що не театр (культурний захід, запозичений римлянами у греків вже у готовому вигляді) був популярним і мав масовий попит серед глядачів, а бої гладіаторів.
Ініціатива святкування Всесвітнього дня театру належала Міжнародному інституту театру (ITI) у 1961 році. До відзначення такого дня доклав зусилля Жан Кокто, театральний діяч і актор з Франції, котрий оголосив сповіщення про таку урочистість 1962 року.
Всесвітній день театру не є державним святом і не є вихідним днем. Але це не заважає вважати його професійним святом театральних діячів і робітників всіх театрів. Низка театрів бере участь у театральних фестивалях, концертах, інші готують прем'єрні вистави.

## Привітання
- Сайт Президента України Процитовано 27 березня 2023 року
- З Днем театру – яскраві картинки та красиві привітання у віршах і прозі// УНІАН, 27 березня 2021 року, Процитовано 27 березня 2023 року